# Alfred Gusenbauer
Alfred Gusenbauer (* 8. března 1960 St. Pölten, Dolní Rakousko) byl v letech 2007 až 2008 rakouským spolkovým kancléřem a předsedou rakouské sociální demokracie (SPÖ).

## Vzdělání
Alfred Gusenbauer navštěvoval v letech 1966 až 1970 základní školu v Ybbs an der Donau a v letech 1970 až 1978 gymnázium ve Wieselburg. Politické vědy, filozofii a práva vystudoval v rozpětí roků 1978 a 1987 na Universität Wien.

## Zaměstnání
Gusenbauer byl v letech 1981 až 1990 zaměstnancem strany SPÖ, od 1990 do 1999 byl činný v Komoře pro pracovníky a zaměstnance za Dolní Rakousko, od roku 1999 do konce ledna 2000 pokladníkem zemské SPÖ Dolní Rakousko.

## Politická kariéra
Jeho stranická kariéra začala v roce 1981, kdy působil jako jednatel SPÖ.